# The Cage (Star Trek: The Original Series)
"The Cage" é o episódio piloto original da série de ficção científica Star Trek e da franquia resultante. Foi completado no início de 1965, porém não foi ao ar em sua forma completa até outubro de 1988. O episódio foi escrito pelo criador da série Gene Roddenberry e dirigido por Robert Butler. Ele foi rejeitado pela NBC em fevereiro de 1965, porém a emissora acabou ordenando um segundo piloto: "Where No Man Has Gone Before". Muito das imagens originais de "The Cage" foram posteriormente incorporadas no episódio em duas partes da primeira temporada: "The Menagerie".

## Visão geral
"The Cage" tem a maioria das características essenciais de Star Trek, porém havia muitas diferenças entre o episódio e propriamente a série. O Capitão da USS Enterprise era Christopher Pike, não James T. Kirk. Spock estava presente, porém não como Primeiro Oficial. O papel foi pego por uma personagem conhecida apenas como Número Um, interpretada por Majel Barrett. As características de Spock diferem daquelas vistas no resto de Star Trek: ele não possui os traços lógicos que se tornaria sua marca registrada, essa característica pertencia originalmente a Número Um, e apresenta uma ansiedade de alguém jovem.
A NBC rejeitou "The Cage" por ser "muito cerebral" e não ter muita ação. Ao invés de rejeitar a série completamente, os executivos da NBC ficaram tão impressionados com o conceito, percebendo que as falhas se deviam parcialmente ao roteiro que eles mesmos haviam aprovado, que decidiram encomendar um segundo episódio piloto—uma manobra pouco usual. Esse segundo piloto, "Where No Man Has Gone Before", com um elenco quase que totalmente diferente,  foi mais bem aceito e a série entrou em produção normal.
Muito das imagens de "The Cage" foram subsequentemente usadas em "The Menagerie". O processo de editar o piloto no novo episódio desmontou o negativo original de "The Cage", e assim, por muitos anos, o episódio foi considerado estar perdido. A cópia de 16 mm em branco e preto de Roddenberry, feita apenas para propósitos de referência, era a única cópia existente do episódio completo, e foi frequentemente exibida em convenções. Os primeiros lançamentos em vídeo de "The Cage" utilizam o filme 16 mm de Roddenberry intercalado com as cenas coloridas usadas em "The Menagerie". Foi apenas 1987 que um laboratório de filme em Hollywood encontrou um rolo de filme 35 mm colorido com as cenas não usadas em "The Menagerie", sendo devolvido a Paramount Pictures.
"The Cage" foi ao ar pela primeira vez de forma completa e colorida em outubro de 1988 como parte do especial "The Star Trek Saga: From One Generation To The Next", apresentado por Patrick Stewart.

## Enredo
A USS Enterprise, sob o comando do Capitão Christopher Pike, recebe um sinal de socorro vindo do quarto planeta do sistema Talos. Um grupo de desembarque é formado e transportado para a superfície para investigar. Seguindo o sinal até sua fonte, o grupo encontra um campo de sobreviventes de uma expedição científica que estavam desaparecidos havia 18 anos. Entre os sobreviventes está uma bela e jovem mulher chamada Vina.
Cativado por sua beleza, Pike fica de guarda baixa e é capturado pelos talosianos, uma espécie humanoide que vive abaixo da superfície. É revelado que o sinal de socorro, e os sobreviventes com a exceção de Vina, eram apenas ilusões criadas pelos talosianos para atrair a Enterprise até o planeta. Enquanto estava aprisionado, Pike descobre o plano dos talosianos para repopular seu planeta devastado usando ele e Vina como semente geradora para uma espécie de escravos.
Os talosianos tentam usar seus poderes de ilusão para fazer Pike se interessar por Vina, a apresentando com vários disfarces e cenários, primeiro como uma princesa de Rigel, depois como uma adorável garota do campo, e então uma sedutiva escrava Orion. Pike resite todas as formas, então os talosianos atraem a Primeira Oficial e Ordenança de Pike—ambas mulheres—para ele poder "escolher". Nesse momento, todavia, Pike descobre que emoções humanas primitivas podem neutralizar a habilidade dos talosianos de ler mentes, usando isso e os fasers trazidos por suas oficiais da Enterprise, ele consegue escapar para a superfície com as mulheres.
Os talosianos confrontam Pike e suas companheiras antes deles serem transportados para a nave, porém o capitão se recusa a negociar, ameaçando matar todos, incluindo ele mesmo, ao invés de atender aos pedidos dos talosianos. Com medo de perder sua única esperança de um futuro, os talosianos analisam os dados da Enterprise e percebem que a espécie humana é muito "violenta" para eles.
Sem nenhuma outra opção, os talosianos deixam os humanos partirem. Os outros voltam para a Enterprise, porém Pike permanece com Vina, pedindo para que ela vá com ele, com ela afirmando que não pode deixar o planeta. É revelado que uma nave realmente caiu em Talos IV, e Vina foi a única sobrevivente. Porém ela estava muito ferida, e os talosianos não tinham nenhuma base na época da estética humana, eles conseguiram salvá-la, mas ela ficou completamente desfigurada. Com a ajuda das ilusões dos talosianos, ela consegue parecer bonita e com saúde plena.
Percebendo que a ilusão de saúde e beleza é necessária para Vina, Pike está pronto para retornar a Enterprise, porém em um ato de boa vontade, os talosianos criam uma ilusão do próprio Pike para Vina. Satisfeito, Pike vai embora.

## Elenco
- Jeffrey Hunter como Capitão Christopher Pike
- Leonard Nimoy como Spock
- Majel Barrett como Número Um
- John Hoyt como Dr. Phillip Boyce
- Peter Duryea como Tenente José Tyler
- Laurel Goodwin como Ordenança J. M. Colt

## Produção
"The Cage" foi filmado nos estúdios da Desilu Productions em Culver City, Califórnia, de 27 de novembro até o meio de dezembro de 1964. Trabalhos de pós-produção (edição, gravação da trilha sonora, efeitos sonoros e fotográficos especiais) foram completados em 18 de janeiro de 1965.
Antes de Jeffrey Hunter, os atores Paul Mantee, Rod Taylor, Robert Loggia, Sterling Hayden, Warren Stevens, Rhodes Reason, Leslie Nielsen e Jack Lord foram cotados para o papel principal, que então era do Capitão Robert April. 
Jeffrey Hunter tinha uma opção de seis meses exclusiva para o papel de Christopher Pike. Apesar dele ser necessário se a série fosse aprovada pela emissora, ele não era necessário para filmar o segundo piloto que a NBC pediu. Decidindo se concentrar em filmes, ele não voltou para reprisar o papel. Gene Roddenberry lhe escreveu uma carta em 5 de abril de 1965:
Me disseram que você decidiu não continuar com Star Trek. Essa tem que ser sua decisão, claro, e eu devo respeitá-la. Você pode ter certeza que eu não guardo nenhum rancor ou mais sentimentos e espero continuar a refletir publicamente ou privadamente a elevada consideração que eu adquire para com você durante a produção de nosso piloto.
Roddenberry então perguntou se Hunter estaria disposto a filmar cenas adicionais para permitir que o piloto rejeitado fosse lançado como um filme para televisão, porém ele também se recusou.
Duas semanas depois da opção ter expirado, em 1 de junho de 1965, Hunter formalmente entregou sua carta pedindo para ser separado. Roddenberry mais tarde sugeriu que foi ele próprio—insatisfeito com a interferência da então esposa de Hunter, Dusty Bartlett—que decidiu não recontratar Hunter. Entretanto, o produtor executivo Herbert F. Solow, que estava presente no dia que Dusty, atuando como empresária, recusou o papel em nome de seu marido, afirmou em seu livro Inside Star Trek que na verdade foi ao contrário.
Todos os talosianos foram interpretados por mulheres, com suas vozes telepáticas sendo gravadas por homens. Isso foi feito para dar a impressão de que os talosianos se focaram em desenvolvimento mental em detrimento de força física e tamanho, e também para lhes dar um ar mais alienígena. Entretanto, a voz grave de Malachi Throne como o Guardião em "The Cage" teve de ser redublada com uma voz mais aguda para "The Menagerie", já que Throne estava interpretando o Comodoro Mendez nos novos episódios.

## Remasterização
Apesar de nunca ter ido ao ar em sua forma completa junto com a série original, "The Cage" foi remasterizado em 2006 e foi ao ar 2 de maio de 2009, uma semana antes da estréia de Star Trek, como parte da remasterização de 40 anos da série original. Foi o último episódio a ser remasterizado, sendo precedido na semana anterior por "Assignment: Earth". Além da remasterização de áudio e vídeo que são padrão em todas as revisões, mudanças específicas para o episódio incluem:
- Novas tomadas geradas por computação gráfica da versão dos pilotos da Enterprise.
- Uma nova versão da tomada que passa pela Enterprise e entra no interior da ponte através do domo. Toda a ponte e os personagens foram recriados em computação gráfica e misturadas com as cenas reais que começam com a fala de Spock.
- O planeta Talos IV é agora renderizado em computação gráfica para parecer mais fotorrealista.
- Um novo campo de estrelas pode ser visto através da janela dos aposentos de Pike.
- Novas imagens foram adicionadas ao computador quando os talosianos escaneiam a Enterprise. As imagens incluíam eventos que ainda não haviam ocorrido na época de produção do episódio, como o pouso da Apollo 11 na Lua.
- Créditos iniciais e finais reformatados para se pareceram mais com o resto da série.
- Nas versões que foram sindicadas em 2009, as cenas que mostram Spock demonstrando alguma emoção (ele sorrindo ao ver uma planta em Talos IV e se assustando quando as mulheres desaparecem no transporte) foram cortadas.